# Robert Burne
El coronel Robert Burne (o Bourne) fue un oficial del Ejército Británico que sirvió a finales del siglo XVIII y comienzos del XIX actuando en las campañas de la Segunda y Tercera guerra Anglo-Mysore (India, las Guerras Revolucionarias Francesas(Segunda Coalición), las Invasiones Inglesas, la Guerra de la Independencia Española y la Expedición Walcheren (1809).

## Biografía
Robert Burne nació ca. 1755 en Inglaterra e ingresó al ejército británico el 28 de septiembre de 1773 adquiriendo el grado de insignia en el regimiento n.º 36 de Infantería (Herefordshire), unidad donde efectuaría toda su carrera. 
El 13 de enero de 1777 adquirió el rango de teniente y el 10 de marzo de 1783 marchó con su regimiento a Madrás, India, envuelta en la Segunda guerra Anglo-Mysore contra el Sultán Fateh Ali Tipu (Tippoo), gobernante del reino de Mysore.
El 7 de marzo de 1784 fue promovido a capitán de una compañía de su regimiento. 

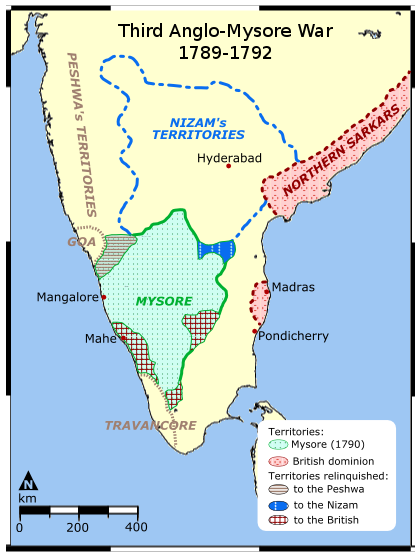
The Third Anglo-Mysore War.

Al reiniciarse las hostilidades con la Tercera guerra Anglo-Mysore, Burne marchó al frente de la compañía de granaderos en la campaña. Estuvo presente en la batalla de Sattimungul (13 de septiembre de 1790) y posteriormente en la toma del pettah y la fortaleza de Bangalore, en marzo de 1791. Actuó en la toma de Nundedroog (Nundydroog), el 19 de octubre de 1791, y estuvo presente en las acciones previas a la acción de Srirangapatna (Seringapatam), en la ciudad de ese nombre, durante la noche del 6 de febrero de 1792 bajo el mando de Charles Cornwallis, I marqués de Cornwallis, que obligó a Tipu a acceder a un tratado de paz con los británicos.
Estuvo en el sitio y captura de Pondicherry, en agosto de 1793, y el 1 de marzo de 1794 fue ascendido al grado honorario de mayor que por adquisición se hizo efectivo en su regimiento el 15 de abril de 1796.
El 1 de enero de 1798 fue ascendido a teniente coronel graduado y se embarcó en Madrás al mando del regimiento el 15 de octubre, no llegando a Inglaterra hasta julio de 1799 al ser retenidos en Santa Elena por la falta de convoy.
El 13 de noviembre de 1799 fue nombrado teniente coronel efectivo del regimiento y el siguiente año se embarcó rumbo a la costa de Francia con la expedición al mando del general de brigada Sir Thomas Maitland. Pasó luego a Menorca pero en 1801 se vio obligado por una grave enfermedad a regresar a Inglaterra.
Tras la paz de Amiens en 1802, Menorca fue devuelta a los españoles y el 36.º fue destinado a Irlanda, donde Burne retomó el mando del regimiento. 
En octubre de 1805 marchó con el primer batallón del regimiento a Hanover, Alemania, regresando a Inglaterra en marzo de 1806.
En noviembre de 1806 se sumó con el primer batallón del regimiento a las fuerzas al mando del general de brigada Robert Craufurd destinadas al fuerte ejército que comandado por John Whitelocke protagonizaría la desastrosa segunda invasión inglesa al Río de la Plata. En junio de 1807 desembarcó en las costas occidentales del Río de la Plata y fue agregado a la división comandada por William Lumley, integrada a la vanguardia comandada por John Lewison Gower. El 36.º participó del ataque final a la ciudad de Buenos Aires del 5 de julio.
Dividido en dos columnas, la derecha al mando directo de Burne que avanzó por la actual calle Corrientes y la izquierda al del capitán William Cross (por Lavalle), el 36.º llegó sin mayores inconvenientes a la actual 25 de Mayo tomando las casas de la orilla de la barranca entre 25 de Mayo y L.N.Alem, donde izaron la bandera del regimiento y se dispusieron a resistir el fuego del Fuerte y de las casas vecinas. Al mediodía, cuando la batalla se inclinaba decididamente por los porteños, Lumley envió a Burne por Corrientes a atacar junto a las fuerzas al mando del mayor King a la división al mando de Francisco Javier de Elío forzándolo a huir, en lo que sería la última victoria parcial británica en la desastrosa campaña.
El 36.º tuvo fuertes bajas: los capitanes Alexander Williamson y Henry Cole Johnson, el teniente Robert Whittell, dos sargentos, un tambor y 41 hombres de tropa fueron muertos durante la acción y los capitanes William Wright Swain y Henry Vernon, los tenientes William Wingfield, William Cotton, John Chaloner y John White, 7 sargentos y 36 hombres de tropa fueron heridos, un total de 96 bajas. 
Tras la capitulación, el primer batallón del 36.º partió del estuario en septiembre y arribó a Cork en diciembre de 1807.
El 25 de abril de 1808 Burne fue promovido al rango de coronel graduado y en julio siguiente se embarcó con el primer batallón a la península ibérica. Estuvo presente en las batallas de Roliça (Roleia ) y Vimeiro (Vimiera) del 17 y 21 de agosto de 1808. En su parte el teniente general Sir Arthur Wellesley destacó la conducta del coronel Burne y su batallón:

Al mencionar al coronel Burne y al regimiento 36.º, no puedo evitar añadir que la correcta y ordenada conducta de este cuerpo en el servicio, y su valentía y disciplina en la acción han sido conspicuas
Vimiera, 21 de agosto.

En una carta del 22 de agosto dirigida al secretario de estado Robert Stewart, Vizconde Castlereagh, Wellesley insiste en sus alabanzas a Burne y el 36.º a los que considera un ejemplo para la fuerza:"He recomendado de muy particular manera al coronel Burne del regimiento 36.º y le puedo asegurar que nada me dará más satisfacción que saber que se ha hecho algo por ese viejo y meritorio soldado".
El regimiento recibió el agradecimiento de ambas cámaras del Parlamento y la autorización a incorporar la leyenda "VIMIERA" a los colores del regimiento.
El 8 de septiembre siguiente Burne fue nombrado Gobernador de Carlisle por el rey Jorge III del Reino Unido.
Al mando de su batallón se unió a las tropas del teniente general Sir John Moore en Salamanca y estuvo presente en la Batalla de Elviña (o de La Coruña) del 16 de enero de 1809, tras la que regresó con las tropas a Inglaterra.
Fue condecorado por sus servicios en Roliça, Vimeiro y La Coruña.
El 16 de julio de 1809 embarcó al mando del primer batallón del regimiento con la expedición al río Escalda y sirvió en agosto en el sitio y captura de Flesinga, en la isla de Walcheren (Expedición Walcheren).
Fue designado coronel en el personal de la plaza, donde continuó hasta la evacuación de la isla. 
El 21 de enero de 1811 Burne fue nombrado general de brigada agregado al personal de la sexta división del ejército en operaciones en Portugal, llegando a la península antes de la retirada del ejército francés de Santarém (Portugal). Estuvo presente en la batalla de Fuentes de Oñoro (Fuentes d'Onor) del 3 y 5 de mayo al igual que en las restantes acciones en que se vio envuelta la sexta división.
El 4 de junio de 1811 fue ascendido al rango de mayor general. Ejerció temporalmente el comando de la 6.º división entre noviembre de 1811 y febrero de 1812. El 24 de abril de 1812 regresó finalmente a Inglaterra. El 25 de junio de ese año fue asignado al estado mayor en Gran Bretaña y fue destinado al mando del campamento cercano a Lichfield, Staffordshire. Asignado al distrito de Nottingham, permaneció en el puesto hasta el 24 de septiembre de 1814. El 19 de julio de 1821 Burne fue ascendido al rango de teniente general.
Falleció en junio de 1825 en Berkeley Cottage, Stanmore, Londres.